# Мич Мичъл
Джон „Мич“ Мичъл (на английски: John „Mitch“ Mitchell) е британски барабанист, известен най-вече с участието си в групата Икспириънс.

## Ранна кариера
Развитието на Мич Мичъл като барабанист е вдъхновено от блус средите в музиката. Най-огромно влияние върху него имат барабанистите Алвин Джоунс, Фили Джо Джоунс и Арт Блейки.
През 1963 година Мич Мичъл започва музикалната си кариера като барабанист към The Tornados – група събрана от Джо Мийк. Известен слух е, че Мийк заплашва Мичъл с пушка ако не свири правилно. Самия Мичъл опровергава тези слухове.
През 1964 година Мичъл свири в групата The Coronets, които по-късно се преименуват на The Lively Set. Coronets са група, сформирана около Крис Сандфорд, който е известен актьор в сапунени сериали от 60-те години. През същата година Мичъл се явява на прослушване за барабанист към The Who. Впоследствие китаристът Пийт Таушенд се спира на Кийт Мун заради енергичността му.
В края на същата година Мич Мичъл се присъединява към Riot Squad – група събрана от продуцента Лари Пейдж. Следва година на турнета заедно с The Yardbirds и Kinks, като групата през това време издава няколко сингъла.
През 1965 година Мичъл напуска Riot Squad и се присъединява към групата на Джорджи Фейм. След една успешна година, на 1 октомври 1966 година Мичъл свири за последен път с Джорджи Фейм. На следващия ден с него се свързва Чаз Чандлър, който търси барабанист за една новосформирана група – The Jimi Hendrix Experience.

## The Jimi Hendrix Experience
На 3 октомври Мич Мичъл се присъединява към The Jimi Hendrix Experience. Това е групата, с която той най-накрая успява да привлече вниманието на публиката. Синхронът, който той постига с Джими Хендрикс е впечатляващ, като групата създава голям брой хитове за кратко време. Известни песни са Purple Haze, The Wind Cries Mary, Hey Joe, Fire, Little Wing, Voodoo Child (Slight Return). Едно от най-запомнящите участия на групата е това на Monterey Pop Festival, където триото Experience зашеметява публиката с ексцентричността на китариста им Джими Хендрикс, който запалва китарата си в края на песента Wild Thing. Това което остава незабелязано е скоростта, с която Мичъл свири на барабаните.
Окрилен от свободата, която му е дадена, Мич Мичъл полага основите за Хендрикс, който създава уникални по звучене песни. Самия Мичъл успява да създаде нов стил на свирене, известен като ефекта на смесването. През 1966 такъв стил е нетипичен за рок енд рола – китарите и басът дотогава са на преден план.
За 3 години групата създава 3 албума – дебютния Are You Experienced?, Axis: Bold as Love и Electric Ladyland. И трите албума са изключително успешни, като изстрелват групата на върха където са The Beatles и The Rolling Stones. През пролетта на 1969 година The Jimi Hendrix Experience се разпада. Въпреки това Мичъл остава с Хендрикс, който сформира нова група – Gypsy Suns and Rainbows. С тази група двамата участват на знаменития фестивал Уудсток, където свирят последни като най-голямата атракция пред 150 000 души.
От всички хора свирили с Хендрикс, Мичъл е единствения който участва редовно с него до смъртта му на 18 септември 1970. В следващите месеци той и звуковият инженер Еди Крамър се заемат със задачата да довършат албумите на Хендрикс – „The Cry of Love“ и „Rainbow Bridge“.

## След Experience
Също като своя колега от Experience Ноел Рединг, Мич Мичъл не успява да се наложи след смъртта на Джими Хендрикс. През 1972 година той се присъединява към групата Ramatam, с които издава само един албум. В следващите няколко години Мичъл свири редом с известни музиканти като Джеф Бек, Тери Рийд и Джак Брус. Според автобиографията на Еди Крамър, мениджърът на Experience Майкъл Джефри е човекът виновен за последвалите финансови проблеми на Ноел Рединг и Мичъл през 70-те години. Самия Мичъл продава своя дял в Experience и една от китарите на Хендрикс.
През 2005 Мич Мичъл се явява на издигането на Джими Хендрикс в Британската зала на славата, където свири заедно с бившите си колеги Стив Уинууд и Били Кокс, като с ролята на Хендрикс се заема китаристът на Velvet Revolver Слаш.

## Смърт
През есента на 2008 година Мич Мичъл тръгва с музикантите Бъди Гай и Ерик Джонсън на 4-седмично американско турне в 18 града на страната, спонсорирано от компанията Experience Hendrix, която държи правата за имиджа на Джими Хендрикс. На последния концерт от турнето в град Портланд, щата Орегон на 7 ноември на сцената Мичъл изглежда блед и изморен, като свири само една песен пред препълнената зала. Изведен е от залата, като според думите на собственика Мичъл не е изглеждал в „добро здраве“. Пет дена по-късно на 12 ноември Мич Мичъл е намерен мъртъв в стаята си в хотел „Бенсън“ в 3 часа сутринта. След медицински изследвания е обявено, че причината е естествена смърт. Мичъл е планирал на същата сутрин да се прибере у дома си в Англия. Преди смъртта си той основава фондацията The Mitch Mitchell Trust за подпомагане на зависимостта към наркотиците в град Бетс, Нюпорт, Уелс

## Дискография

### Riot Squad
Сингли:
- „Anytime/Jump“
- „ I Wanna Talk About My Baby/Gonna Make You Mine“
- „Nevertheless/Not A Great Talker“

### The Jimi Hendrix Experience
- „Are You Experienced?“ (1967)
- „Axis: Bold as Love“ (1967)
- „Electric Ladyland“ (1968)
- „Smash Hits“ (1969)
- „Cry Of Love“ (1971)
- „Rainbow Bridge“ (1972)
- „War Heroes“ (1972)
- „Loose Ends“ (1973)
- „Crash Landing“ (1975)
- „Midnight Lightning“ (1975)
- „Nine to the Universe“ (1980)
- „First Rays Of The New Rising Sun“ (1997)
- „South Saturn Delta“ (1997)

### Rolling Stones Rock´n´Roll Circus
- „The Dirty Mac“ (1968)

### Fat Mattress
- „Fat Mattress“ (1969)

### Martha Velez
- „Fiends and Angels“ (1969)

### Ramatam
- „Ramatam“ (1972)